# 萨利霍尔斯克
萨利霍尔斯克（羅馬化：Salihorsk，發音：[salʲiˈɣorsk]），又按俄语名译为索利戈尔斯克（羅馬化：Soligorsk，發音：[səlʲɪˈɡorsk]），是白俄罗斯中部明斯克州薩利霍爾斯克區内的城市及该区的行政中心，人口逾100,000人。
该市始建于1958年，是白俄罗斯最新的城市之一。世界大型钾肥制造厂白俄罗斯钾肥厂位于此地。该市拥有一支足球队薩利霍爾斯克礦工足球俱樂部。